# 애들리 러치맨

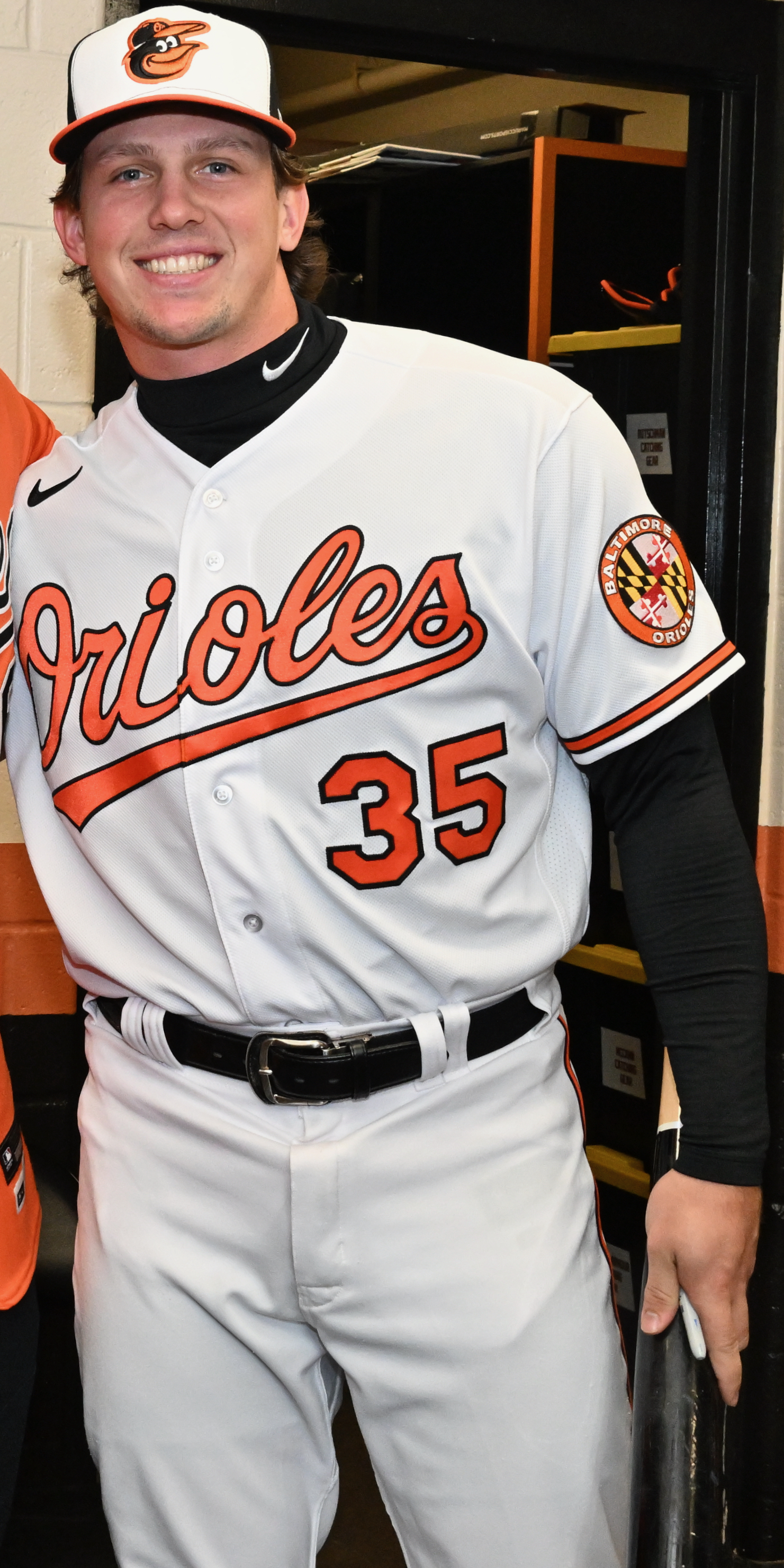

애들리 스탠 러치맨(영어: Adley Stan Rutschman, 1998년 2월 6일 ~ )는 애들리 러치맨(영어: Adley Rutschman)라는 이름으로 알려져 있는 미국의 야구 선수로, 메이저 리그 볼티모어 오리올스의 포수이다.

## 아마추어 경력
오리건주에서 출생한 러치맨은 그 지역에 위치한 셔우드 고등학교에 진학했다. 그리고 졸업반이었던 2006년에는 메이저리그 신인드래프트에서 40라운드 전체 1197순위로 시애틀 매리너스에 지명되었지만, 지명을 거부하고 오리건 주립 대학교에 진학했다. 그는 1학년 시절에 61경기에 출장하여 0.234의 타율과 2개의 홈런 그리고 33타점을 기록하였다. 2학년 때는 67경기에 출장하여 0.408의 타율과 함께 9개의 홈런과 83타점을 기록하였다. 또한 대학 월드시리즈에서는 17개의 안타와 13타점을 기록하여 대회 최다 안타 기록을 경신하였고, 모교인 오리건 주립 대학교는 그의 활약을 바탕으로 대학 월드시리즈에서 우승하였다. 3학년이었던 2019년에는 57경기에 출장하여 0.411의 타율과 함께 17개의 홈런과 58타점을 기록하였고, 이러한 활약을 인정 받아 2019년 올해의 대학 야구 선수로 선정되었다. 그리고 2019년 MLB 신인드래프트에서 1라운드 전체 1순위로 볼티모어 오리올스에 지명되었다. 그리고 역대 최고 기록인 810만 달러의 계약금을 받고 볼티모어 오리올스와 프로 계약을 체결하였다.

## 프로 경력

### 볼티모어 오리올스

#### 마이너리그 시절
볼티모어 오리올스에 입단한 러치맨은 팀의 산하 마이너리그 루키 리그 팀에 해당하는 GCL 오리올스에 합류하여 5경기를 소화했다. 이후에는 팀의 하위 싱글 A 팀과 싱글 A팀 등을 거치면서 총 37경기에 출장하여 0.254의 타율과 4개의 홈런, 그리고 26타점을 기록하였다. 2020년에는 코로나19로 인해 마이너리그가 전면 중단되었고, 러치맨은 대체 캠프에 합류하여 훈련을 소화하였다. 2021년에는 마이너리그가 재개되었고, 러치맨은 더블 A팀인 보위 베이삭스에 합류하여 80경기를 소화하면서 0.271의 타율과 18홈런 그리고 55타점을 기록하였다. 이후에는 트리플 A팀인 노포크 타이즈로 승격되어 43경기에 출장하여 0.312의 타율과 5홈런 그리고 20타점을 기록하였다. 이러한 활약을 바탕으로 2022년 시즌을 앞두고 MLB 전체 유망주 순위에서 2위에 선정되었다. 2022년 시즌을 앞두고 메이저리그 개막전 로스터에 합류할 것을 기대 받았지만, 삼두근 부상으로 인해 마이너리그에서 시즌을 시작했다. 부상에서 복귀한 이후 마이너리그에서 20경기를 소화한 후 5월 21일에 메이저리그로 콜업되었다.

#### 2022년
5월 21일에 메이저리그로 콜업된 러치맨은 당일에 치러진 탬파베이 레이스와의 경기에서 6번 타자 겸 포수로 선발 출장하면서 메이저리그 데뷔전을 치렀다. 그리고 그 경기에서 탬파베이 레이스의 투수인 랄프 가자를 상대로 3루타를 쳐내면서 메이저리그 데뷔 첫 안타를 기록하였다. 그리고 6월 15일에 치러진 토론토 블루제이스와의 경기에서 상대 투수였던 호세 베리오스를 상대로 메이저리그 데뷔 첫 홈런을 기록했다. 이후에도 팀의 주전 포수로 활동한 러치맨은 이 시즌에 102경기에 출장하여 0.272의 타율과 14홈런 그리고 53타점을 기록하였다. 또한 포수로써도 메이저리그 도루저지율의 평균인 25%보다 높은 수치인 31%의 도루저지율을 기록하는 등 활약하였다. 그리고 이러한 활약을 바탕으로 2022년 아메리칸 리그 올해의 신인상과 MVP 투표에서 각각 2위, 12위에 선정되었다.

#### 2023년
2023년 시즌에는 정상적으로 팀에 합류하였고, 전반기에 86경기에 출장하여 0.273의 타율과 12홈런과 39타점을 기록하는 등 좋은 모습을 보였다. 그 결과 데뷔 첫 올스타에 선정되었다.

## 수상 경력
- 아메리칸 리그 올스타 1회 (2023년)
- 아메리칸 리그 실버슬러거 포수 부문 1회 (2023년)

## 연도별 타격 성적
| 연 도  | 소 속 | 경 기 | 타 석 | 타 수 | 득 점 | 안 타 | 2 루 타 | 3 루 타 | 홈 런 | 루 타 | 타 점 | 도 루 | 도 루 자 | 희 생 번 | 희 생 플 | 볼 넷 | 고 4 | 사 구 | 삼 진 | 병 살 타 | 타 율 | 출 루 율 | 장 타 율 | O P S |
| ------ | ----- | ----- | ----- | ----- | ----- | ----- | ------- | ------- | ----- | ----- | ----- | ----- | -------- | -------- | -------- | ----- | ---- | ----- | ----- | -------- | ----- | -------- | -------- | ----- |
| 2022년 | BAL   | 113   | 470   | 398   | 70    | 101   | 35      | 1       | 13    | 177   | 42    | 4     | 0        | 0        | 3        | 65    | 0    | 4     | 86    | 4        | .254  | .362     | .445     | .806  |
| 통산   | 1시즌 | 113   | 470   | 398   | 70    | 101   | 35      | 1       | 13    | 177   | 42    | 4     | 0        | 0        | 3        | 65    | 0    | 4     | 86    | 4        | .254  | .362     | .445     | .806  |

- 2022년 기준, 굵은 글씨는 시즌 최고 성적.